# MSCI World

MSCI World (1969-2020).

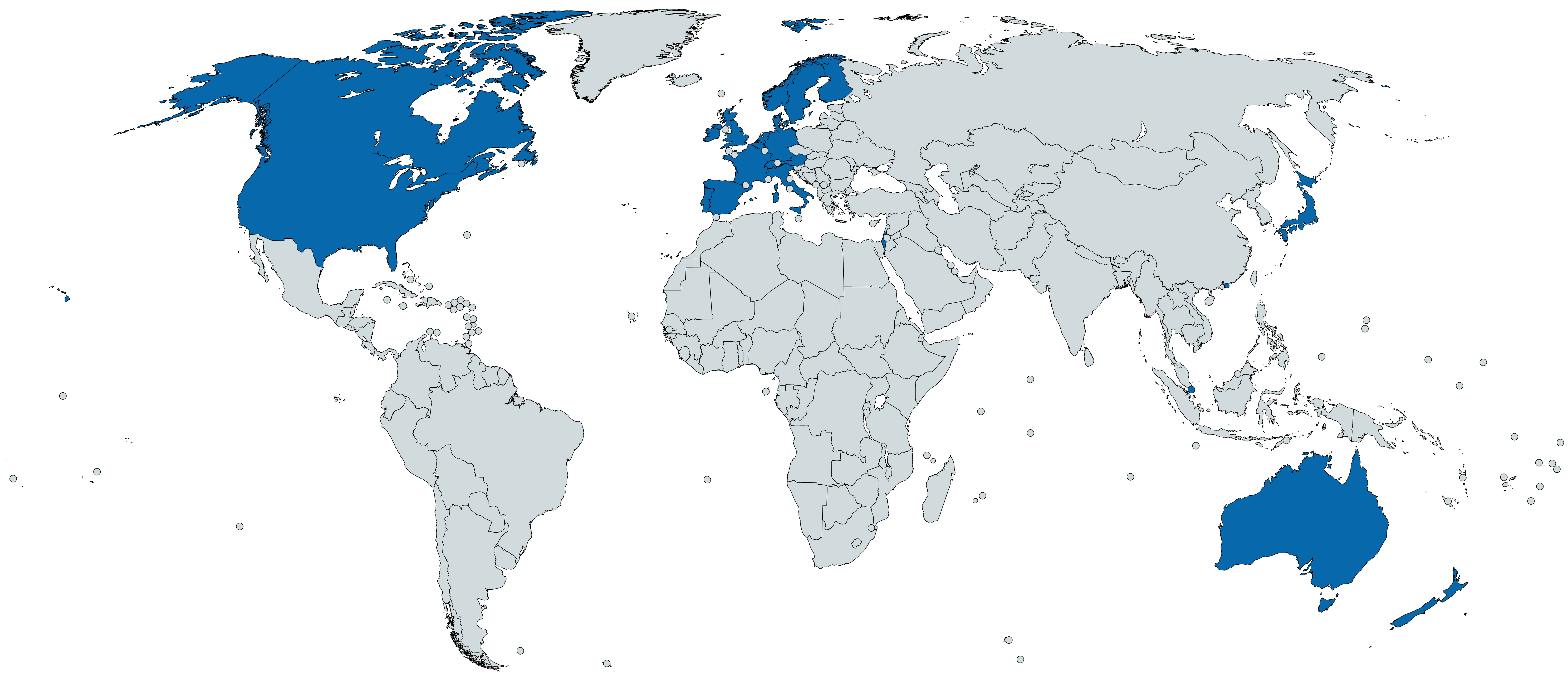
Pays inclus dans l'indice MSCI World.

Le MSCI World Index est un indice boursier géré par MSCI mesurant la performance des marchés boursiers de pays économiquement développés. Il est composé d'environ 1350 sociétés.

## Composition
Cet indice contient des titres des mêmes pays que l'indice MSCI EAEO plus le Canada et les États-Unis.
L’indice se compose de titres des pays suivants :
- Allemagne
- Australie
- Autriche
- Belgique
- Canada
- Danemark
- Espagne
- États-Unis
- Finlande
- France
- Hong Kong
- Irlande
- Israël
- Italie
- Japon
- Norvège
- Nouvelle-Zélande
- Pays-Bas
- Portugal
- Royaume-Uni
- Singapour
- Suède
- Suisse

## MSCI ACWI
L'indice MSCI ACWI (All Country World Index) contient l'indice MSCI World plus l'indice MSCI EM .
À ce jour, les performances des pays émergents ont été intégrées à cet indice (MSCI EM) :
- Amériques :
  - Brésil
  - Chili
  - Colombie
  - Mexique
  - Pérou
- Europe :
  - Grèce
  - Hongrie
  - Pologne
  - Russie
  - République tchèque
- Afrique :
  - Afrique du Sud
  - Égypte
  - Maroc
- Moyen-Orient :
  - Turquie
- Asie :
  - Chine
  - Corée du Sud
  - Inde
  - Indonésie
  - Malaisie
  - Philippines
  - Taïwan
  - Thaïlande